# James Walker
James Walker (n. 1897) a fost un ciclist de performanță ce a reprezentat Africa de Sud, medaliat olimpic. A participat la o ediție a Jocurilor Olimpice (1920) în care a câștigat o medalie de argint.